# Lernanthropus pacificus
Lernanthropus pacificus is een eenoogkreeftjessoort uit de familie van de Lernanthropidae. De wetenschappelijke naam van de soort is voor het eerst geldig gepubliceerd in 1982 door Olivia & Duran.